# Episodi di Tesoro, mi si sono ristretti i ragazzi (prima stagione)
La prima stagione della serie televisiva Tesoro, mi si sono ristretti i ragazzi, composta da 22 episodi, viene trasmessa negli Stati Uniti dall'emittente Syndication dal 1997 al 1998. In Italia la stagione è stata trasmessa su Rai 2 nel 1998.
| nº | Titolo originale                                      | Titolo italiano | Prima TV USA | Prima TV Italia |
| -- | ----------------------------------------------------- | --------------- | ------------ | --------------- |
| 1  | Honey, We've Been Swallowed by Grandpa                |                 | 1997         | 1998            |
| 2  | Honey, The House is Trying to Kill Us                 |                 | 1997         | 1998            |
| 3  | Honey, I'm Haunted                                    |                 | 1997         | 1998            |
| 4  | Honey, We're Stuck in the '70s                        |                 | 1997         | 1998            |
| 5  | Honey, I Shrunk the Science Dude                      |                 | 1997         | 1998            |
| 6  | Honey, You've Got Nine Lives                          |                 | 1997         | 1998            |
| 7  | Honey, I Got Duped                                    |                 | 1997         | 1998            |
| 8  | Honey, They're After Me Lucky Charms                  |                 | 1997         | 1998            |
| 9  | Honey, They Call Me the Space Cowboy                  |                 | 1997         | 1998            |
| 10 | Honey, I Know What You're Thinking                    |                 | 1997         | 1998            |
| 11 | Honey, You're Living in the Past                      |                 | 1997         | 1998            |
| 12 | Honey, I'm Streakin                                   |                 | 1998         | 1998            |
| 13 | Honey, Meet the Barbarians                            |                 | 1998         | 1998            |
| 14 | Honey, You've Drained My Brain                        |                 | 1998         | 1998            |
| 15 | Honey, He's Not Abominable... He's Just Misunderstood |                 | 1998         | 1998            |
| 16 | Honey, I'm in the Mood for Love                       |                 | 1998         | 1998            |
| 17 | Honey, The Bear Is Bad News                           |                 | 1998         | 1998            |
| 18 | From Honey, With Love                                 |                 | 1998         | 1998            |
| 19 | Honey, I'm Dreaming... But Am I?                      |                 | 1998         | 1998            |
| 20 | Honey, the Garbage Is Taking Us Out                   |                 | 1998         | 1998            |
| 21 | Honey, You're So Transparent                          |                 | 1998         | 1998            |
| 22 | Honey, It's No Fun Being an Illegal Alien             |                 | 1998         | 1998            |